# آلبریک کولن
آلبریک کولن (فرانسوی: Albéric Collin‎; ۶ آوریل ۱۸۸۶ – ۲۷ فوریهٔ ۱۹۶۲) مجسمه‌ساز اهل بلژیک بود.
از افتخارات وی میتوان به کسب مدال طلا مجسمه‌سازی در بخش مسابقات هنری بازی‌های المپیک تابستانی ۱۹۲۰ اشاره کرد.